# Кисилевский, Вениамин Ефимович
Вениамин Ефимович Кисилевский (род. 15 ноября 1940 года, г. Киев) — русский советский писатель-прозаик, хирург. Член Союза писателей СССР (1991).

## Биография
Вениамин Ефимович Кисилевский родился 15 ноября 1940 года в городе Киеве. С началом Великой Отечественной войны его мама Полина Вениаминовна Киселевская (1905—2000) с маленьким Веней и его старшим братом Мишей бежали от немцев, когда те уже занимали город. Отец, Киселевский Ефим Константинович, погиб. После войны семья переехала в город Львов. Писать стихи Веня начал с пяти лет. В 11 лет первая публикация — стихотворение в «Пионерской правде».
Закончил лечебный факультет Львовского медицинского института. По распределению попал на работу в Красноярский край, где начал врачебную практику хирургом в городе Иланске, работал главным гематологом-трансфузиологом Северо-Кавказской железной дороги, главным врачом станции переливания крови в городах Иланске, Красноярске, Ростове-на-Дону. Много лет совмещал писательский труд с работой врача.
В настоящее время живет в Ростове-на-Дону, пишет произведения для детей и взрослых.
Публиковался в книжных, журнальных и периодических издательствах Москвы, Ростова-на-Дону, Воронежа, Элисты, США, Канады.

## Награды
- Врач высшей категории, отличник здравоохранения, почётный железнодорожник СССР, почётный донор СССР и России.
- Медаль им. Пирогова — «За заслуги перед отечественным здравоохранением».
- Лауреат национальной детской литературой премии «Заветная мечта» (2008).
- Человек года в номинации «Писатель» (2008).

## Творчество
Произведения Кисилевского В. Е. изданные отдельными книгами:

### Книги для детей
- Седьмой канал. — Ростов н/Д: Ростиздат, 1984.
- Чудики. — Ростов н/Д: Ростиздат, 1986.
- Котята. — Ростов н/Д: Ростиздат, 1988.
- Ксюша и два Лёши. — Ростов н/Д: Ростиздат, 2003.
- Перестройка. — изд. Новая книга, 2007.
- Настя Колобкова- изд. Новая книга, 2008.
- Воный год. — изд. Нюанс, 2010.
- Сказки нашего двора, — изд. РОДТ, 2016.
- Приключения ёжика Тошки.- изд. Союз писателей, 2017.

### Романы и повести
- Лампа А. Ладина. Шея. — Ростов н/Д, Элиста: Апрель. 1989.
- Кольцо. — Ростов н/Д, Элиста: Теегин герл. 1989.
- Ничьей быть не может. — Ростов н/Д: Москва, Физкультура и спорт, 1992.
- Жена. По кругу. — Ростов н/Д: Мапрекон,
- Заложники. — Ростов н/Д: Проф-Пресс, 1997.
- Наваждение. — Ростов н/Д: Донской издательский дом, 2000.
- Ангел. — Ростов н/Д: Новая книга, 2004.
- Синдром. — Новая книга, 2009.
- Антидекамерон — Старые русские, 2011.
- Три дня Закона. — Старые русские, 2012.

### Сборники рассказов
- Моя рожа. — Ростов н/Д: Танаис, 1997.
- Тринадцать рассказов. — Ростов н/Д: Ростиздат, 2003.
- Обретение. — Ростов н/Д: Новая книга, 2005.
- Признание. — Нюанс, 2010.